# Куки Јошитака
Куки Јошитака (1542-1600), јапански војсковођа и адмирал из периода Азучи-Момојама.

## Биографија
Куки Јошитака борио се за Ода Нобунагу против Ико-икија, у улози првог адмирала Одине флоте. Јошитака је командовао такозваним гвозденим бродовима (атакебуне) у бици на ушћу реке Кисо (1978), где је само седам гвоздених бродова разбило читаву гусарску флоту у служби клана Мори, који је до тада сматран највећом поморском силом у Јапану, и спречило је да пробије опсаду манастира Осака (1570-1580), последње упориште Ико-икија. После Нобунагине смрти (1582) служио је Тојотоми Хидејошија, и 1592. командовао је флотом током јапанске инвазије Кореје. Поражен је од корејског адмирала Ји Сун Сина у бици у луци Анголпо (10. јула 1592). Од Хидејошија је добио феуд са приходом од 26.000 кокуа годишње. У бици код Секигахаре (1600) стао је на страну Ишида Мицунарија, и после пораза извршио је сепуку.
Његов син, Куки Моритака, подржао је Токугава Ијејасуа код Секигахаре и добио је од њега феуд вредан 46.000 кокуа.